# Lutz Wagner (Politiker)
Lutz Wagner (* 1964 in Bonn) ist ein deutscher Kommunalpolitiker (Königswinterer Wählerinitiative, bis 2009 Bündnis 90/Die Grünen). Seit dem 1. November 2020 ist er Bürgermeister der Stadt Königswinter.

## Leben
Lutz Wagner wurde in Bonn geboren und lebte ab seinem dritten Lebensjahr in Königswinter-Rauschendorf. Nach dem Abitur am Gymnasium am Oelberg studierte er Agrarökonomie in Bonn und arbeitet seitdem als Berater in einer PR-Agentur. Er ist verheiratet, Vater von Zwillingen und lebt in Uthweiler.

## Politik
Wagner trat 1981 in die Grünen ein und war ein Jahr später Gründungsmitglied des Stadtverbandes Königswinter. 1984 wurde er erstmals in den Stadtrat gewählt, in dem er von 1990 bis 2009 Vorsitzender der Grünen-Fraktion war. Nach einem Streit trat er im Mai 2009 aus der Partei aus und gründete die Königswinterer Wählerinitiative (KöWI), dessen Fraktionsvorsitzender er seitdem ist.
Zu den Kommunalwahlen am 13. September 2020 trat Lutz Wagner als gemeinsamer Kandidat von KöWI, Grünen und SPD für das Amt des Bürgermeisters an. Bereits im ersten Wahlgang erreichte er mit 50,78 % der Stimmen die erforderliche Mehrheit und löste damit nach 21 Jahren Amtsinhaber Peter Wirtz ab, der 44,81 % erhielt.